# Salamanca
|  | Per a altres significats, vegeu «Salamanca (desambiguació)». |

Salamanca és una ciutat espanyola, capital de la província homònima. Pertany a la part lleonesa de la comunitat autònoma de Castella i Lleó i històricament estava integrada dins el regne de Lleó. El 2002 tenia 156.006 habitants. Hi ha la universitat més antiga d'Espanya.
La ciutat descansa sobre un altiplà a la riba del riu Tormes, que és travessat per un pont de 26 arcs, quinze dels quals d'origen romà, mentre que la resta data del segle xvi.

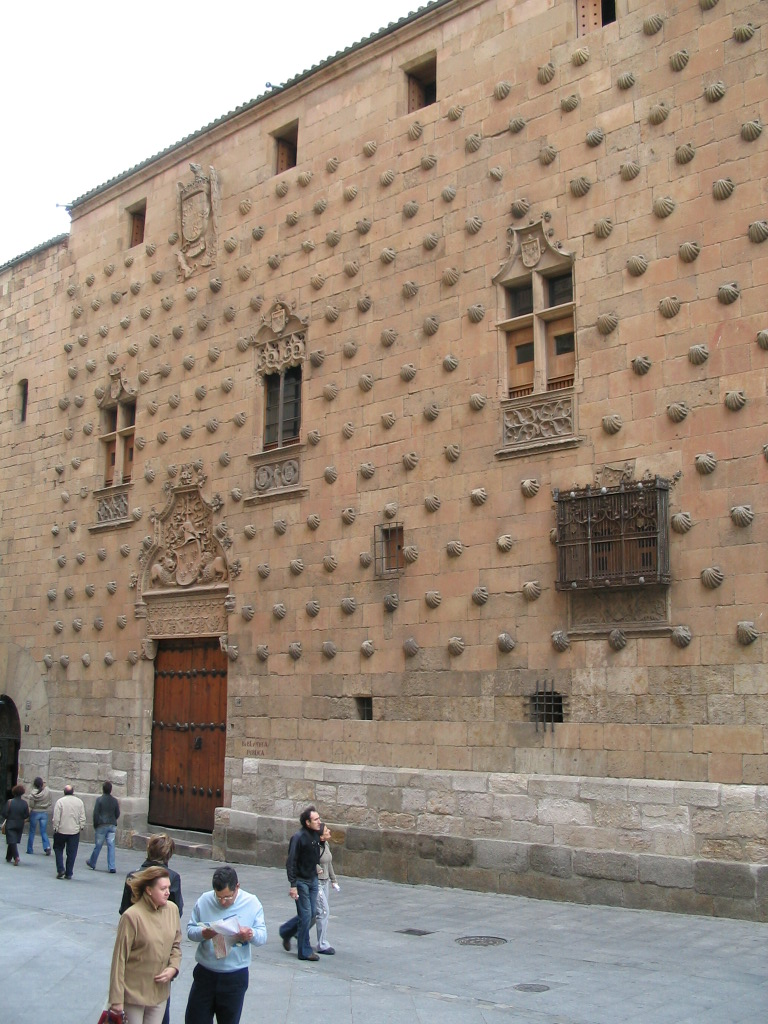
La Casa de las Conchas

La Plaza Mayor, porticada, és el punt de trobada dels salmantinos. Fou construïda per Andrés García de Quiñones al començament del segle xviii; pot albergar unes 20.000 persones quan hi té lloc un concert, i té la fama de ser una de les places més boniques d'Europa. Salamanca és considerada com una de les ciutats renaixentistes més espectaculars del continent. Amb el pas dels segles els edificis de pedra sorrenca han anat adquirint una curiosa pàtina daurada que ha donat a la ciutat el sobrenom de La Dorada.
L'antiga catedral romànica fou fundada al segle xii. La cúpula que corona el creuer neix d'una doble arcada audaçment foradada per finestres, un reflex llunyà de Santa Sofia de Constantinoble. Quatre contraforts exteriors acabats en pinacles ajuden a suportar el pes de la cúpula, igual com també s'aguanta el pes de la volta sobre quatre massissos contraforts. La volta de l'absis té pintures al fresc del primer Renaixement, de l'italià Niccolò Fiorentino. La "catedral nova", adjacent, fou construïda en diverses etapes a partir del 1509 i s'hi combina l'art gòtic tardà, particularment a l'interior, amb l'estil renaixentista anomenat plateresc. Les obres van acabar el 1734. El tresor de la catedral guarda un petit crucifix de bronze que duia Rodrigo Díaz de Vivar sota l'armadura.

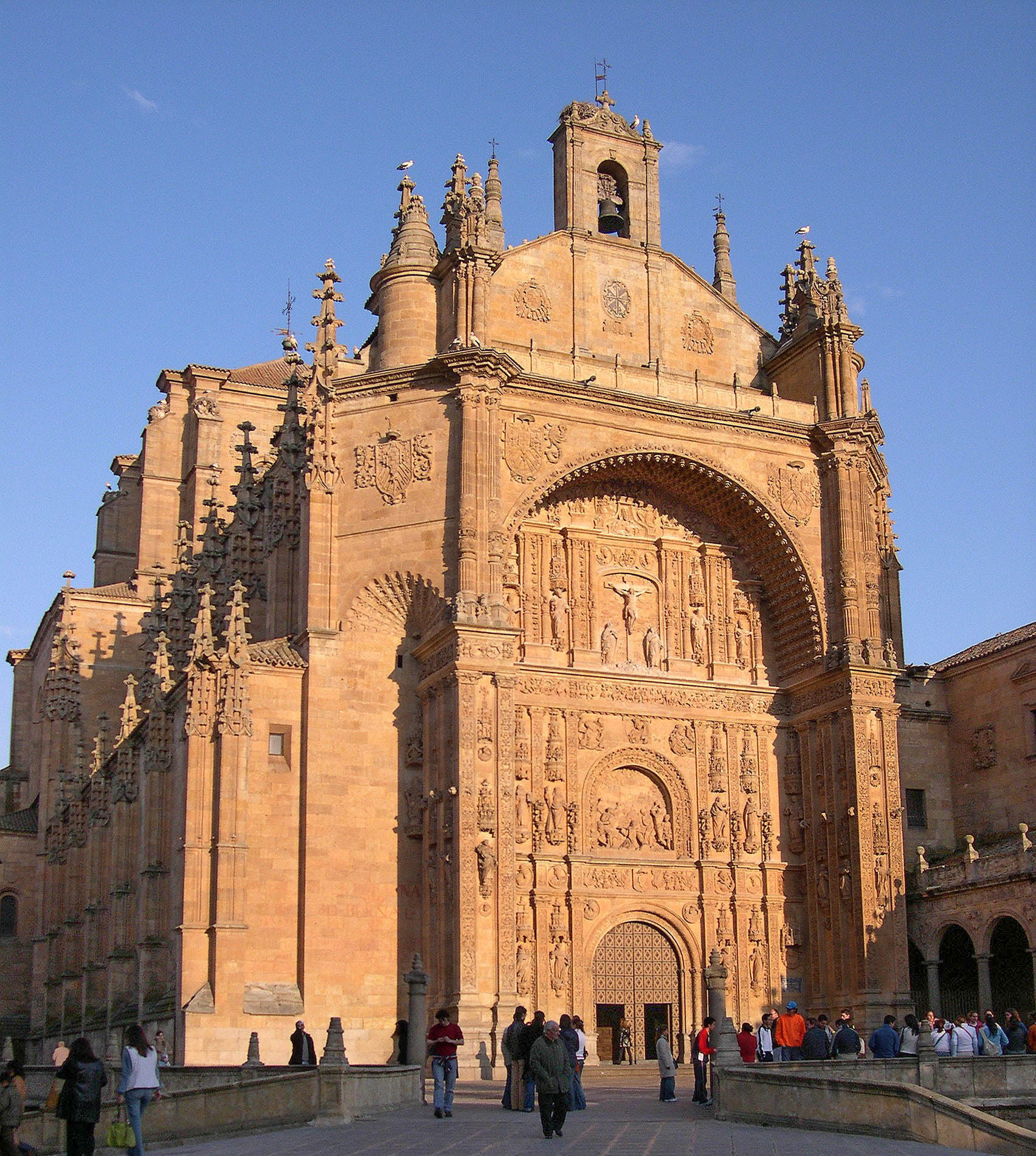
Església de San Esteban

El 1218, Alfons Xl va fundar la primera universitat cristiana de la península Ibèrica, la Universitat de Salamanca, incrementà sobre manera el seu poder i la seva reputació (1252-1282), i les seves facultats de dret canònic i civil atragueren a estudiants fins i tot de les Universitats de París i Bolonya. En el moment àlgid de la universitat, en ple segle xvi, un de cada cinc residents a Salamanca era estudiant, i els destins de la ciutat depenien dels de la universitat. Noms importants de la cultura i la societat espanyoles de l'època van passar per la universitat: Cristòfor Colom, Hernán Cortés, sant Ignasi de Loiola, sant Joan de la Creu, Mateo Alemán…
El monestir dels Agustins conté la tomba dels comtes de Monterrey, de l'italià Alessandro Algardi.
Durant la guerra contra Napoleó, la batalla dels Arapiles, que va tenir lloc el 22 de juliol de 1812, va representar un greu contratemps per als francesos, i així mateix per a la ciutat, ja que la seva part occidental en va resultar seriosament danyada.
La localitat és prou gran per a poder oferir els avantatges d'una ciutat moderna, però al mateix temps s'hi conserva el recolliment d'un poble. Des de 1923, "Los Charros", oficialment la Unión Deportiva Salamanca, són l'equip de futbol de la ciutat.
A Salamanca, els habitants es vanten de parlar el castellà més «pur» d'Espanya, reputació que comparteix amb Valladolid. Per aquesta raó Salamanca és famosa entre la gent d'arreu del món que vol aprendre espanyol.

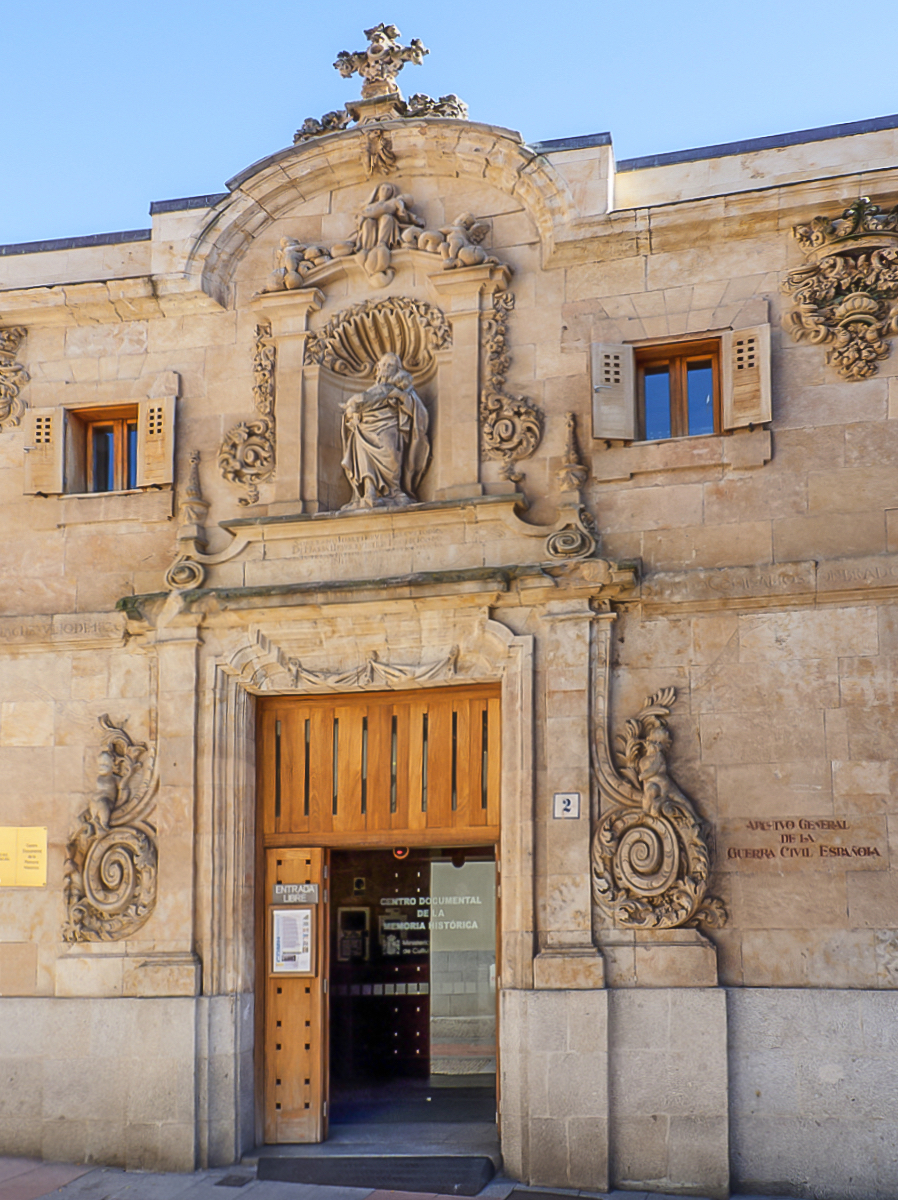
Façana de l'arxiu de la Guerra Civil Espanyola

Salamanca és la seu de l'Arxiu General de la Guerra Civil.
Una part import de l'arxiu inclou la documentació confiscada per la dictadura franquista, la qual fou usada com a instrument repressiu contra tota mena d'individus i grups opositors: republicans de tots els signes, sindicalistes, comunistes, liberals, maçons, nacionalistes catalans i bascos, etc. És famosa la reclamació de devolució d'aquesta documentació als seus legítims propietaris, per part del Govern i la societat catalanes.
El 2002 Salamanca va compartir amb Bruges el títol de Capital Europea de la Cultura.

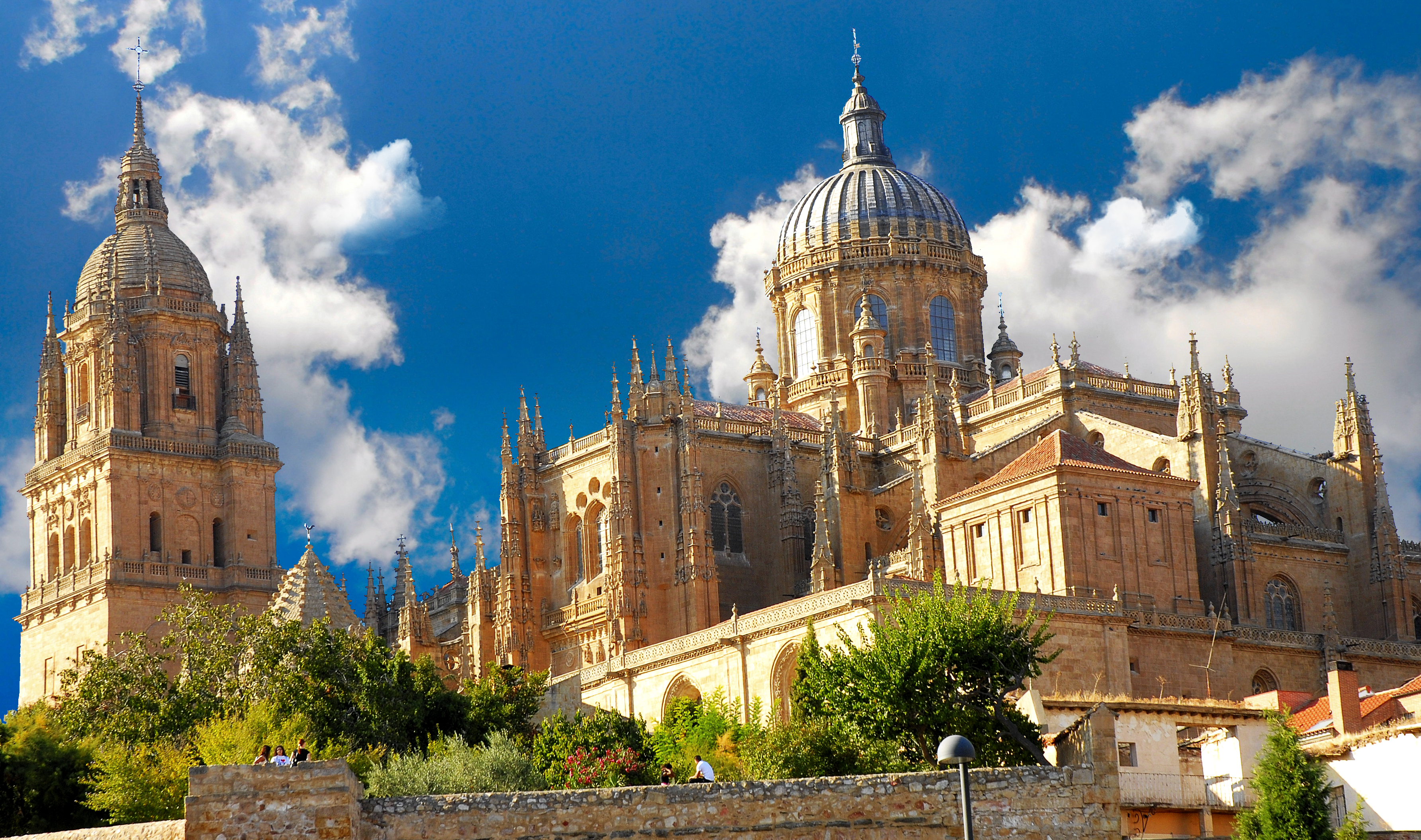
Catedral nova.

## Història

### Època romana
Quan va arribar la dominació romana a la península Ibèrica els vacceus ocupaven la conca del Duero. Per a defensar la zona occidental van construir dues fortaleses: Ocello Durii (Zamora) i Salmantica (Salamanca).
Més presència que els vacceus van tenir els vetons, que van imprimir una forta personalitat a la zona de les actuals províncies d'Àvila, Toledo i Salamanca. Aquesta última, essent vetona, es diferenciava d'altres províncies més al nord, que tenien presència cisastur.
En el segle iii aC, Hanníbal Barca, en el seu avanç per Ibèria, assetjà i prengué l'antiga ciutat de Helmantica (Salamanca). La llegenda conta que els salmantins van rendir-se a la plaça sense oposar-hi resistència i van sortir de la ciutat; però les dones duien sota els seus vestits les armes dels barons, que després utilitzaren per assetjar els cartaginesos dintre de la ciutat.
Amb la caiguda dels cartaginesos davant els romans es consolidà l'ocupació i la ciutat començà a adquirir certa importància. Aviat es convertí en un enclavament comercial bàsic a causa de la seva situació privilegiada com gual sobre el riu Tormes, i a la vegada en el pas d'una de les més importants calçades romanes d'Hispània, la Via de la Plata. Sobre aquesta calçada s'hi construí el pont romà (del segle i) que encara avui dia es manté dret.
Amb la fi de l'Imperi Romà, els Alans s'establiren a Lusitània i la ciutat passà a formar part d'aquesta regió. Posteriorment els visigots conquistaren la ciutat que fou convertida en part del seu territori. Poques dades es tenen sobre el desenvolupament de Salamanca durant l'època visigoda, solament se sap que en el segle iv la muralla romana s'amplià, amb torrasses sobre el mateix traçat i que pràcticament quedà destruïda completament la fàbrica del mur anterior. L'any 589 fou designada seu episcopal. Figura entre les ciutats que enviaven bisbes als concilis de Toledo.

### Edat mitjana

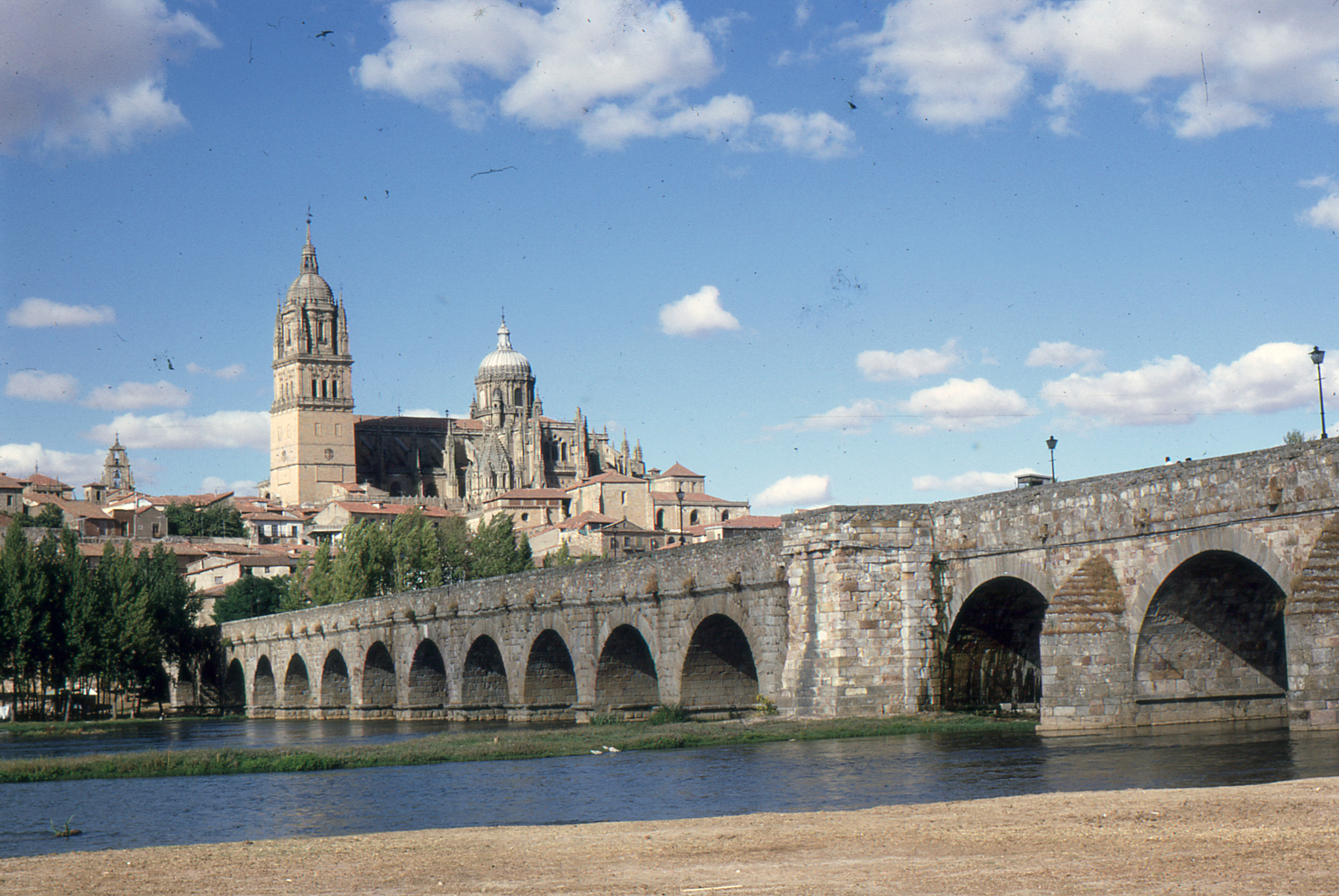
Pont romà.

L'any 712, amb la invasió musulmana de la península, Musa ibn Nusair conquistà la ciutat anomenada Shalamanqa o Shalamantiqa. Durant tota l'alta edat mitjana, gran part dels nuclis urbans de la vall del Duero foren abandonats o destruïts a causa de la situació fronterera de la zona i la retirada dels amazics després del 740. Salamanca quedà reduïda a un nucli sense importància i pràcticament despoblat. Successives conquestes i reconquestes de la ciutat pels musulmans i cristians, com la d'Alfons I el 758 o 759 (al mateix temps que Segòvia, Zamora i altres) i bé potser pel seu fill Fruela I d'Astúries (763), acabaren d'arrasar el poc que quedava d'urbà.
Més tard, Salamanca fou conquistada pel regne astur-lleonès. Però és segur que la zona estava al segle x, si bé haurà d'esperar fins a la meitat del segle x per a veure'n augmentada la seva població per mitjà de repoblacions asturianes i lleoneses, en una primera onada posterior a la victòria de Ramir II (931-951) a les batalles de Simancas i Alhandega, quan va fer una expedició cap al Tormes i va repoblar diverses antigues viles desertes sent la principal Salamanca. El 942 el comte Bermudo Núñez amb 300 cavallers fou derrotat pels musulmans quan va atacar la desconeguda ciutat de Saktan, poblada d'amazics. Ordoni III va donar al bisbe de Lleó diverses esglésies de Salamanca i la ciutat fou atacada per Abd-ar-Rahman III, que el 950 va enviar les tropes cordoveses dirigides per Ahmad ben Said i recolzades amb cavalleria de Fes, i de Muhammad ibn Hashim al-Tugibí. Una notícia del 971 assenyala que el califa al-Hakam a rebre a Còrdova als ambaixadors de Ferran Flainez, fill del comte de Salamanca. Almansor la va conquerir el 977 i va saquejar els ravals; altre cop la va atacar el 983; el 986 fou ocupada per Ibn Ali Amir junt amb Alba de Tormes, Lleó i Zamora, però no hi va deixar guarnició quan va marxar. Es creu que la ciutat va quedar per segona vegada despoblada i va patir un eclipsi d'un segle.
Amb la conquesta de Toledo per Alfons VI de Lleó, l'any 1085 s'hi rebaixava la tensió a la zona del Duero, al traslladar-se més cap al sud, a la conca del Tajo; aquest fet va facilitar la segona ona de repoblació de la ciutat. El 1102, Ramon de Borgonya es dirigí a la ciutat amb un nodrit grup de pobladors de diversos orígens per ordre del seu sogre Alfons VI. Cadascun d'aquests grups s'instal·là en zones diferents de la ciutat. Francs i serrans (muntanyesos de la serralada Cantàbrica) s'instal·laren dintre del vell recinte emmurallat de la ciutat mentre que lleonesos, portuguesos, mossàrabs, procedents de Toro, jueus i gallecs ho feren a la perifèria. L'any 1230, sota el regnat de Ferran III el Sant, s'uniren sota un mateix monarca definitivament, les corones de Castella i de Lleó.
En el segle xiii, el monarca Alfons IX encara ordenà una tercera repoblació de la ciutat. Durant el seu regnat es funda també el 1218 l'Estudi General que es convertí en Universitat de Salamanca, confirmada per real cèdula de Ferran III, el 1243 i ratificada pel papa Alexandre IV (1255). La universitat arribaria amb el temps a ser de gran prestigi.
Durant el segle xv, Salamanca va ser l'escenari de grans rivalitats entre les famílies nobles de la ciutat, articulades en dos bàndols que es van repartir la ciutat: el de Sant Benet i el de Sao Tomé. Amb l'auge de la Mesta, Salamanca adquirí renom com a centre de manufactures draperes i com exportador de llana. Com la resta de centres tèxtils de la corona, es va unir al moviment de les Comunitats de Castella (1520), contra els nous impostos que reclamava Carles V a les Corts i en defensa de les seues manufactures tèxtils contra els privilegis dels exportadors de llana. Per a això, va aportar les seues milícies al comandament de Pedro i Francisco Maldonado.

### Renaixement
El segle xvi va ser l'època de major esplendor de la ciutat, tant pel que fa a la demografia com a la vida universitària gràcies al prestigi dels seus professors (es calcula que Salamanca tenia uns 24.000 habitants, i cap a 1580 s'hi matriculaven cada any 6500 estudiants). Després però formà part també de la decadència generalitzada de les ciutats de la Corona de Castella (12.000 habitants en 1651) que es va perllongar també durant el segle xviii (excepte un menut parèntesi que va propiciar la construcció de la seua imponent plaça major barroca el 1729).

### Edat contemporània
Durant la guerra de la Independència, Salamanca fou ocupada per les tropes del mariscal Soult el 1809 i quedà en mans franceses fins a la batalla dels Arapiles (1812), sota el comandament de Wellington. Durant l'ocupació, els francesos hi varen construir defenses i per tal d'obtenir-ne els materials varen destruir una part important dels edificis de la ciutat, especialment del barri anomenat de Caidos, on s'alçaven coneguts col·legis majors de la universitat, dels quals no en quedà rastre.
L'any 1873, després de proclamar-s'hi la Primera República la ciutat va patir un aixecament cantonalista que fou sufocat.
Durant la resta de segle va propiciar-ne una lleu recuperació el nomenament de la ciutat com a capital de província i per haver-s'hi construït el ferrocarril que unia França amb Portugal passant per l'altiplà (Medina del Campo i Salamanca, 1877).

### Segle XX
La revolta militar contra la república triomfà a Salamanca des del primer moment, a pesar de la resistència de diferents sectors de la ciutat, entre ells intel·lectuals com Unamuno, rector de la Universitat, que va dir a Millán Astray "vencereu, però no convencereu" ("Venceréis, pero no convenceréis"). Durant la Guerra Civil, entre l'octubre de 1936 i novembre de 1937 el seu Palau Episcopal va ser residència i centre de comandament del general Franco. La ciutat va ser també la seu de les organitzacions falangistes i d'alguns ministeris. Després de la guerra, s'anaren concentrant a Salamanca els documents confiscats per les tropes nacionals a mesura que anaven ocupant el territori espanyol, de manera que s'hi va crear un gran arxiu documental sobre la guerra civil espanyola (Arxiu General de la Guerra Civil Espanyola).
El 1940 Pius XII fundà la Universitat Pontifícia de Salamanca com a continuació dels antics estudis de teologia.
El 1988 va ésser declarada per la UNESCO Ciutat Patrimoni de la Humanitat. El 1998, per acord dels Ministres de Cultura de la Unió Europea, designaren Salamanca juntament amb Bruges, Capital Europea de la Cultura de l'any 2002.
Alguns llocs d'interès de la ciutat, molts d'ells dins del «Barrio viejo», són:
| Nom                             | Direcció                                              | Coordenades                                              |
| ------------------------------- | ----------------------------------------------------- | -------------------------------------------------------- |
| Barrio viejo de la ciudad       |                                                       | 40° 57′ 54.9″ N, 5° 39′ 52.2″ O / 40.965250°N,5.664500°O |
| Colegio de los Irlandeses       | c./ Fonseca, 2                                        | 40° 57′ 55.1″ N, 5° 40′ 13.5″ O / 40.965306°N,5.670417°O |
| Iglesia de San Marcos           | c./ Zamora - Plaza del Ejército                       | 40° 58′ 10.7″ N, 5° 39′ 49.4″ O / 40.969639°N,5.663722°O |
| Iglesia de Sancti Spiritus      | Cuesta de Sancti Spiritus, 34                         | 40° 57′ 55.4″ N, 5° 39′ 33.2″ O / 40.965389°N,5.659222°O |
| Convento de las Claras          | c./ de Santa Clara, 2 y 12; c/ del Lucero 2 y 18      | 40° 57′ 42.8″ N, 5° 39′ 37.0″ O / 40.961889°N,5.660278°O |
| Casa-Convento de Santa Teresa   | c./ Crespo Rascón, 19                                 | 40° 58′ 03.8″ N, 5° 39′ 55.5″ O / 40.967722°N,5.665417°O |
| Iglesia de San Juan de Barbalos | Plaza de San Juan Bautista, 2 - c./ Luis Sevillano, 2 | 40° 58′ 04.2″ N, 5° 39′ 58.1″ O / 40.967833°N,5.666139°O |
| Iglesia de San Cristóbal        | Plaza de San Cristóbal, 8                             | 40° 57′ 50.2″ N, 5° 39′ 32.5″ O / 40.963944°N,5.659028°O |

## Fills il·lustres
- Gerardo Gombau (1906-1971), compositors